# EHF Champions League 2022-2023 (femminile)
L'EHF Champions League 2022-2023 è stata la 63ª edizione (la 30ª con questa denominazione) della Champions League, organizzata dalla EHF per squadre femminili di pallamano. Il torneo è iniziato il 10 settembre 2022 e si è concluso il 4 giugno 2023 con la finale alla MVM Dome di Budapest, in Ungheria.
Il torneo è stato vinto per la terza volta consecutiva dalle norvegesi del Vipers Kristiansand, che in finale hanno superato le ungheresi del Ferencváros. Alla finale e ad una delle semifinali ha assistito un pubblico di 20 022 spettatori, che rappresenta un nuovo record mondiale di pubblico per partite di pallamano femminile.

## Formato
Al torneo prendono parte 16 squadre. La prima parte del torneo consiste in una fase a gironi e le 16 squadre partecipanti sono state divise in due gironi da 8 squadra ciascuno. Nei due gironi ciascuna squadra affronta le altre due volte in partite di andata e ritorno, per un totale di 14 giornate. Al termine della fase a gironi le prime due classificate di ciascun girone accedono direttamente ai quarti di finale, mentre le squadre classificate dal terzo al sesto posto accedono ai play-off per l'ammissione ai quarti. Le vincitrici dei quarti di finale accedono alla final four per l'assegnazione del titolo.

## Squadre partecipanti
Un totale di 17 squadre appartenenti a 11 diverse federazioni nazionali avevano fatto richiesta di partecipazione al torneo. Di queste squadre 9 avevano il posto assicurato per la partecipazione: le 8 squadre affiliate alle prime nove federazioni nel ranking della EHF, ad eccezione della Russia, e vincitrici dei rispettivi campionati nazionali, più il Team Esbjerg perché la federazione danese aveva ricevuto un posto in più per aver ottenuto i migliori risultati nell'EHF European League negli ultimi tre anni. Il posto assegnato alla federazione russa è rimasto vacante a seguito della decisione del comitato esecutivo dell'EHF di escludere dalle competizioni per club le federazioni nazionali di Russia e Bielorussia.
Il 27 giugno 2022 il comitato esecutivo dell'EHF ha comunicato la lista delle 16 squadre ammesse alla competizione, e quindi la lista delle 7 squadre la cui richiesta di partecipazione era stata accettata. Venne respinta solo la richiesta di partecipazione delle tedesche del Borussia Dortmund.
| Ammesse direttamente | Ammesse direttamente | Ammesse direttamente | Ammesse direttamente |
| -------------------- | -------------------- | -------------------- | -------------------- |
| Lokomotiva Zagabria  | Odense               | Team Esbjerg         | Metz                 |
| BBM Bietigheim       | Győri ETO KC         | Budućnost Podgorica  | Vipers Kristiansand  |
| Rapid Bucarest       |                      |                      |                      |
| Ammesse su invito    |                      |                      |                      |
| Baník Most           | Brest Bretagne       | Ferencváros          | Storhamar            |
| CSM Bucarest         | Krim                 | Kastamonu BGSK       |                      |

## Turni e sorteggi
| Turno            | Sorteggio      | Andata                                    | Ritorno                                   |
| ---------------- | -------------- | ----------------------------------------- | ----------------------------------------- |
| Fase a gironi    | 1º luglio 2022 | dal 10 settembre 2022 al 12 febbraio 2023 | dal 10 settembre 2022 al 12 febbraio 2023 |
| Play-off         | -              | 18-19 marzo 2023                          | 25-26 marzo 2023                          |
| Quarti di finale | -              | 29-30 aprile 2023                         | 6-7 maggio 2023                           |
| Final four       | -              | 3-4 giugno 2023 a Budapest                | 3-4 giugno 2023 a Budapest                |

## Fase a gironi
La composizione dei due gironi è stata sorteggiata il 1º luglio 2022 nella sede dell'EHF a Vienna, in Austria, con le 16 squadre partecipanti divise in quattro urne e col vincolo che squadre della stessa nazione non potevano essere inserite nello stesso girone.

### Girone A

#### Classifica
| Pos | Squadra             | Pt | G  | V  | N | P  | GF  | GS  | DG   |
| --- | ------------------- | -- | -- | -- | - | -- | --- | --- | ---- |
| 1.  | Vipers Kristiansand | 23 | 14 | 11 | 1 | 2  | 456 | 373 | +83  |
| 2.  | CSM Bucarest        | 22 | 14 | 10 | 2 | 2  | 439 | 386 | +53  |
| 3.  | Odense              | 16 | 14 | 8  | 0 | 6  | 398 | 373 | +25  |
| 4.  | Ferencváros         | 15 | 14 | 7  | 1 | 6  | 407 | 374 | +33  |
| 5.  | Krim                | 12 | 14 | 5  | 0 | 9  | 399 | 405 | -6   |
| 6.  | Brest Bretagne      | 12 | 14 | 5  | 2 | 7  | 377 | 378 | -1   |
| 7.  | BBM Bietigheim      | 12 | 14 | 5  | 2 | 7  | 432 | 388 | +44  |
| 8.  | Baník Most          | 0  | 14 | 0  | 0 | 14 | 347 | 578 | -231 |

#### Risultati
|                     | BAN   | BIE   | BRE   | CSM   | FER   | KRI   | ODE   | VIP   |
| ------------------- | ----- | ----- | ----- | ----- | ----- | ----- | ----- | ----- |
| Baník Most          | ––––  | 23-46 | 30-46 | 26-35 | 27-46 | 29-42 | 19-37 | 21-43 |
| BBM Bietigheim      | 47-25 | ––––  | 25-25 | 25-27 | 40-20 | 30-23 | 24-27 | 32-30 |
| Brest Bretagne      | 31-26 | 32-28 | ––––  | 26-33 | 24-21 | 22-24 | 21-25 | 29-36 |
| CSM Bucarest        | 40-25 | 28-28 | 30-30 | ––––  | 30-24 | 30-28 | 40-31 | 27-24 |
| Ferencváros         | 43-19 | 28-23 | 20-21 | 29-33 | ––––  | 37-26 | 27-23 | 26-26 |
| Krim                | 42-31 | 35-28 | 24-22 | 28-26 | 30-32 | ––––  | 23-29 | 21-27 |
| Odense              | 41-22 | 31-24 | 25-24 | 27-31 | 25-28 | 26-22 | ––––  | 24-34 |
| Vipers Kristiansand | 38-24 | 34-32 | 31-24 | 35-29 | 27-26 | 36-31 | 34-27 | –––-  |

### Girone B

#### Classifica
| Pos | Squadra             | Pt | G  | V  | N | P  | GF  | GS  | DG   |
| --- | ------------------- | -- | -- | -- | - | -- | --- | --- | ---- |
| 1.  | Metz                | 25 | 14 | 12 | 1 | 1  | 429 | 352 | +77  |
| 2.  | Győri ETO KC        | 22 | 14 | 11 | 0 | 3  | 444 | 347 | +97  |
| 3.  | Team Esbjerg        | 20 | 14 | 10 | 0 | 4  | 455 | 367 | +88  |
| 4.  | Rapid Bucarest      | 20 | 14 | 9  | 2 | 3  | 441 | 404 | +37  |
| 5.  | Budućnost Podgorica | 13 | 14 | 6  | 1 | 7  | 346 | 366 | -20  |
| 6.  | Storhamar           | 8  | 14 | 4  | 0 | 10 | 377 | 406 | -29  |
| 7.  | Kastamonu BGSK      | 3  | 14 | 1  | 1 | 12 | 341 | 452 | -111 |
| 8.  | Lokomotiva Zagabria | 1  | 14 | 0  | 1 | 13 | 276 | 415 | -139 |

#### Risultati
|                      | BUD   | GYŐ   | KAS   | LOK   | MET   | RAP   | STO   | TEA   |
| -------------------- | ----- | ----- | ----- | ----- | ----- | ----- | ----- | ----- |
| Budućnost Podgorica  | ––––  | 23-25 | 10-0  | 25-18 | 28-36 | 30-30 | 24-23 | 23-28 |
| Győri ETO KC         | 32-19 | ––––  | 44-25 | 32-16 | 24-28 | 32-30 | 39-26 | 29-28 |
| Kastamonu Belediyesi | 27-40 | 27-39 | ––––  | 26-23 | 23-28 | 26-33 | 28-33 | 27-43 |
| Lokomotiva Zagabria  | 24-25 | 16-27 | 26-26 | ––––  | 18-27 | 27-31 | 22-31 | 18-30 |
| Metz                 | 29-23 | 29-28 | 35-24 | 38-13 | ––––  | 36-34 | 31-22 | 26-24 |
| Rapid Bucarest       | 39-29 | 30-27 | 28-22 | 27-22 | 32-32 | ––––  | 27-25 | 34-32 |
| Storhamar            | 25-27 | 21-35 | 31-29 | 37-13 | 24-26 | 29-36 | ––––  | 25-34 |
| Team Esbjerg         | 30-20 | 29-31 | 39-31 | 33-20 | 35-28 | 35-30 | 35-25 | –––-  |

## Fase a eliminazione diretta

### Play-off
Le gare di andata dei play-off si disputano il 18 e 19 marzo 2023, mentre le gare di ritorno il 25 e 26 marzo 2023.
| Squadra 1           | Totale  | Squadra 2      | Andata  | Ritorno |
| ------------------- | ------- | -------------- | ------- | ------- |
| Brest Bretagne      | 49 - 55 | Team Esbjerg   | 25 - 28 | 24 - 27 |
| Budućnost Podgorica | 46 - 55 | Ferencváros    | 24 - 28 | 22 - 27 |
| Krim                | 53 - 54 | Rapid Bucarest | 29 - 24 | 24 - 30 |
| Storhamar           | 52 - 60 | Odense         | 22 - 30 | 30 - 30 |

### Quarti di finale
Le gare di andata dei quarti di finale si sono disputate il 29 e 30 aprile 2023, mentre le gare di ritorno il 6 e 7 maggio 2023.
| Squadra 1      | Totale  | Squadra 2           | Andata  | Ritorno |
| -------------- | ------- | ------------------- | ------- | ------- |
| Team Esbjerg   | 65 - 59 | CSM Bucarest        | 32 - 28 | 33 - 31 |
| Ferencváros    | 59 -58  | Metz                | 26 - 32 | 33 - 26 |
| Rapid Bucarest | 56 - 71 | Vipers Kristiansand | 25 - 31 | 31 - 40 |
| Odense         | 55 - 66 | Győri ETO KC        | 27 - 29 | 28 - 37 |

### Final four

#### Tabellone
|  | Semifinali          | Semifinali          | Semifinali  |             |                     | Finale              | Finale          | Finale          |  |
|  |                     |                     |             |             |                     |                     |                 |                 |  |
|  | Győri ETO KC        | Győri ETO KC        | 35          |             |                     |                     |                 |                 |  |
|  | Győri ETO KC        | Győri ETO KC        | 35          |             |                     |                     |                 |                 |  |
|  | Vipers Kristiansand | Vipers Kristiansand | 37          |             |                     |                     |                 |                 |  |
|  | Vipers Kristiansand | Vipers Kristiansand | 37          |             | Vipers Kristiansand | Vipers Kristiansand | 28              |                 |  |
|  |                     |                     |             |             | Vipers Kristiansand | Vipers Kristiansand | 28              |                 |  |
|  |                     |                     | Ferencváros | Ferencváros | 24                  |                     |                 |                 |  |
|  | Ferencváros         | Ferencváros         | Ferencváros | Ferencváros | 24                  | 30                  |                 |                 |  |
|  | Ferencváros         | Ferencváros         |             |             |                     | 30                  |                 |                 |  |
|  | Team Esbjerg        | Team Esbjerg        | 29          |             |                     | Finale 3º posto     | Finale 3º posto | Finale 3º posto |  |
|  | Team Esbjerg        | Team Esbjerg        | 29          |             |                     |                     |                 |                 |  |
|  |                     |                     |             |             |                     |                     |                 |                 |  |
|  |                     |                     |             |             |                     | Győri ETO KC        | Győri ETO KC    | 28              |  |
|  |                     |                     |             |             |                     | Győri ETO KC        | Győri ETO KC    | 28              |  |
|  |                     |                     |             |             |                     | Team Esbjerg        | Team Esbjerg    | 27              |  |

#### Semifinali
| Arbitro: | A. Covalciuc, I. Covalciuc |

|            |           |           |
| Oftedal 11 | Marcatori | Roberts 8 |

| Arbitro: | Palačković, Backović |

|             |           |                 |
| Malestein 7 | Marcatori | Mørk, Reistad 7 |

#### Finale 3º posto
| Arbitro: | Hatipoğlu, Şimşek |

|        |           |           |
| Gros 6 | Marcatori | Ingstad 6 |

#### Finale
| Arbitro: | Praštalo, Balvan |

|                            |           |               |
| Næs Andersen, Vjachireva 6 | Marcatori | Bölk, Lekić 5 |

## Statistiche

### Classifica marcatrici
Fonte: sito EHF.
| Pos. | Nome              | Squadra             | Reti |
| ---- | ----------------- | ------------------- | ---- |
| 1    | Henny Reistad     | Team Esbjerg        | 142  |
| 2    | Markéta Jeřábková | Vipers Kristiansand | 118  |
| 2    | Cristina Neagu    | CSM Bucarest        | 118  |
| 4    | Katrin Klujber    | Ferencváros         | 108  |
| 5    | Ana Gros          | Győri ETO           | 102  |
| 6    | Emily Bölk        | Ferencváros         | 93   |
| 6    | Anniken Obaidli   | Storhamar           | 93   |
| 8    | Angela Malestein  | Ferencváros         | 92   |
| 9    | Jovanka Radičević | Krim                | 91   |
| 10   | Milena Raičević   | Budućnost Podgorica | 89   |